# Llevant
Der Llevant (deutsch: Osten) ist eine Landschaftszone (katalanisch: Comarca) auf der Ostseite der Baleareninsel Mallorca. Sie umfasst die Gemeindegebiete von Artà, Capdepera, Manacor, Son Servera und Sant Llorenç des Cardassar (San Lorenzo).

## Beschreibung
Hügel und Berge, fruchtbare Felder, Steilküsten mit eingelagerten Buchten und Sandstrände, machen aus dem Landschaftsgebiet eine Art Mallorca-Konzentrat. Nirgendwo sonst auf der Insel sind alle Elemente auf so engem Raum vereint.
Wind, Wetter und Regen haben sanfte Hügel aus Kalkfelsen geformt, bewachsen von einer Macchia aus Mastix- und Ginstersträuchen, Baumheide, wilden oder verwilderten Olivenbäumen, Pinien und Aleppo-Kiefern, im Unterwuchs Lavendelsträucher, Rosmarin und Zistrosen. Wie ein roter Faden zieht sich die garriga durch den Osten. Hochoben vom Cap Ferrutx blickt man über die Sierra de Artàna, mit der höchsten Erhebung (509 Meter) von Son Salvador, bis hinunter zu den 25 Meter unter dem Meeresspiegel reichenden Drachenhöhlen Coves del Drac.
Richtung Nordosten wartet der Llevant mit zahlreichen Buchten auf, darunter das touristisch erschlossene Cala Rajada sowie etwas südlicher die bekannten Strände von Cala Millor, Sa Coma und S’Illot, die heute zum Ziel des Massentourismus geworden sind.
Im Westen des Llevant liegen die weiten Felder der Landwirtschaft im Gebiet von Sant Llorenç und Manacor. Früher wurden Esel und Maultiere für landwirtschaftliche Arbeiten eingesetzt, nach und nach wurden sie durch moderne Traktoren und Maschinen ersetzt. Die Pferde auf Mallorca wurden dagegen als Rennpferde gehalten.
Zweimal im Jahr finden sich im Llevant alle Traberfans, Wettbürobesitzer und Züchter auf der Trabrennbahn von Manacor ein, wenn es um den Gran Premio para Potros de Tres Años (Trabrennen der Dreijährigen) geht. Ursprünglich geht diese Tradition auf die Bauern aus dem Llevant zurück.

## Gemeinden
| Gemeinde                   | Einwohner (2024) | Fläche km² | Dichte Einw./km² | Cod INE | Postleitzahl                     |
| -------------------------- | ---------------- | ---------- | ---------------- | ------- | -------------------------------- |
| Artà                       | 8.387            | 139,79     | 60               | 07006   | 07570                            |
| Capdepera                  | 12.860           | 54,92      | 234              | 07014   | 07580                            |
| Manacor                    | 47.777           | 260,31     | 184              | 07033   | 07500, 07509, 07680, 07687–07689 |
| Sant Llorenç des Cardassar | 9.331            | 82,08      | 114              | 07051   | 07530                            |
| Son Servera                | 12.261           | 42,56      | 288              | 07062   | 07550, 07559, 07560              |
| Comarca Llevant            | 90.616           | 579,66     | 156              | –       | –                                |

## Geschichte
Die Frühgeschichte des Llevant reicht über 3000 Jahre zurück. In der Talayot-Siedlung Ses Païsses bei Artà haben rund 2000 v. Chr. die Ureinwohner der Insel aus riesigen Steinplatten Wohnhäuser, Verteidigungstürme und Schutzmauern gebaut.
Jene Türme heißen talàia (Katalanisch) oder talayot (Kastilisch), welches auf das arabische Wort atalaji (Wache) zurückgeht.
Neben dem wichtigsten Fundort, dem Ses Païsses, gibt es weiter im Süden des Llevants noch eine weitere bekannte Siedlung Capocorb Vell aus dem gleichen Zeitraum.
Die überwiegenden anderen Bauten der „Meister des Steins“ sind im Laufe der Zeit von Invasoren und Herrschern der Insel als Steinbrüche benutzt worden. So wurden für den Bau der Kathedrale von Mallorca Megalithen, großen Steine aus der Vorzeit, verwendet. Über die Bewohner der Talayots und ihre Lebensart herrscht bis heute Unklarheit.
Obwohl die Ureinwohner keine Schrift besaßen, ist doch ein Name untrennbar aus ihrer Kultur mit Mallorca verbunden: Die Kunstfertigkeit der Els Foners Balears, mit Wurfsteinen und einer passenden Schleuder umzugehen, gab der ganzen Inselgruppe ihren Namen: Balearen, vom Griechischen ballein, auf Deutsch: werfen.
Auf die maurische Zeit gehen die üppigen Gärten, Obst- und Gemüseanpflanzungen vor den Toren der Städte zurück.

## Naturschutz
Llevant hat den jüngsten Naturschutzpark der Insel Mallorca. Er wurde im November 2001 zum Schutzgebiet Parc natural de la península de Llevant erklärt und umfasst insgesamt 21.507 Hektar, davon sind 16.232 ha Landfläche und 5.275 ha Meeresfläche. Er befindet sich im Nordosten des Gebietes. Man findet hier unberührte Buchten und Berge, wo die Zwergpalme aspektbestimmend ist. Unter den Vögeln gibt es die Korallenmöwen, die Wanderfalken und die Zwergadler. Die meisten Landschildkröten Mallorcas leben in diesem Naturpark.

## Klima
Das mediterrane Klima der Region Llevant wird bestimmt durch kurze, milde und feuchte Winter sowie lange, trockene und zum Teil sehr heiße Sommer. Die sommerlichen Meerwinde beeinflussen insbesondere das Mikroklima der Gebiete in Meeresnähe, die dort für ausgeglichene Temperaturverhältnisse sorgen. Die durchschnittliche Niederschlagsmenge, die zu 90 % von Herbst bis weit ins Frühjahr fällt, beläuft sich auf 450–500 mm pro Jahr.
Frühjahr
Im Frühjahr ist die Hauptblütezeit. Schon im Januar beginnt die Mandelblüte in den Tälern. Im März stehen auch die anderen Obstbäume in Blüte. Ab Mai beginnt die sommerliche Trockenperiode.
Sommer
Im Sommer ist es sehr heiß und trocken, die krautige Vegetation verdorrt. Während dieser Zeit kann die Temperatur tagsüber auf über 40 °C steigen. Regen kommt in den Sommermonaten äußerst selten vor. Im Juli und vor allem im August ist Hochsaison an den Stränden.
Herbst
Der Herbst beginnt nach den heißen Sommermonaten im September zunächst schwül und gewittrig. Erst ab Oktober wird das Herbstklima als angenehm empfunden: Es ist schon etwas kühler, die Sonne scheint aber noch recht häufig und wird gelegentlich von kurzen Regenschauern unterbrochen. Dafür beginnt die über den Sommer verdorrte Vegetation wieder zu ergrünen.
Winter
Der Winter ist recht mild, da die Tramuntana wie ein Schutzschild vor den kühlen Winden aus dem Norden abschirmt. Die Temperaturen liegen meist um 10 Grad Celsius, gelegentlich kann es bis in tiefe Lagen schneien.
Niederschlag
Im Llevant werden das ganze Jahr über Niederschläge registriert. Der trockenste Monat ist der Juli mit durchschnittlich 8,8 l/m² Niederschlag. Im Oktober verzeichnet man die höchste Niederschlagsmenge mit durchschnittlich 101,3 l/m². 1945 wurde der höchste Wert mit 224,3 l/m² gemessen.
Wind
Die Winde sind vielfach Namensgeber der Landschaften und Gebirge, wie beispielsweise Tramuntana, Sierra Tramuntana, Llevant, Sierra de Llevant usw.
Auf einer Insel wie Mallorca, die bis weit ins 20. Jahrhundert hinein vorwiegend vom Fischfang und der Landwirtschaft lebte, war es lebenswichtig, die Winde deuten zu können. Welcher Wind bringt Regen, dörrt die Vegetation aus, sorgt für hohen Wellengang?
- Der kalte Tramuntana aus dem Westen und Norden muss zuerst das nach ihm benannten Gebirge überqueren, bevor er den Raiquer und den Pla erreicht. Dort senkt er die Temperaturen im Landesinneren noch merklich ab.
- Ponenet und Llevant erreichen Orkanstärke, vor allem dann, wenn sie nicht schnurgerade aus Ost oder West kommen, sondern in einer leichten Nordkurve auf die Insel treffen, denn dann treffen sie auf kein Hindernis weit und breit.
- Der Westwind Ponent kühlt und mildert Sommertage als Brise, im Winter dagegen bringt er oft Regenwolken im Schlepptau mit sich.
- Der Ostwind Llevant im lauen Gewand ist im Sommer warm und kann im Winter Orkanstärke erreichen.
- Der Migjorn aus Süden hingegen transportiert Warmluft aus Nordafrika, was sich besonders im Sommer bemerkbar macht.

- Der Nordnordost-Wind Gregal bringt Regen, weshalb er von den Landwirten geschätzt wird.

- Der Südsüdost-Wind Xaloc ist der Saunawind. Er schiebt feuchte Sommerhitze und Winterregen vor sich her. Im Sommerregen lädt er den typischen roten Staub, den er aus Marokko mitbringt, über der Insel ab. Alles, was einmal in blankem Weiß erstrahlte, ist dann mehr oder weniger rot eingefärbt.
- Der Südsüdwest-Wind Llebetx, ein milder und feuchter Luft vom Atlantik her.
- Der Nordnordwest-Wind Mestral sorgt für einen klaren Himmel.

## Verkehr
Die Aufsicht über den Verkehr auf den Balearen untersteht dem Govern de les Illes Balears (Ministerium für Verkehrs- und Bauwesen).
- TIB ist die untergeordnete Zentralgesellschaft.

Zuständigkeit: Koordination des Bahn-, Autobus-, Schiffs- und Flugverkehr

### Straßen und Wege
Alle Wege führen nach Palma de Mallorca. Diese Anlage geht auf die Römer zurück, welche Mallorca mit einem Straßennetz überzogen.
Das Straßenbild der Insel gleicht der gespreizten linken Hand, wobei der Daumen nach unten zeigt: Die Hauptverkehrsadern entsprechen den fünf Fingern:
- Dem Daumen folgend, die südliche Verbindung (MA-19) Palma - Santanyí, die weite Teile der Südküste erschließt.
- Der Zeigefinger weist von Palma über Manacor (MA-15) an die Ostküste in das Landschaftsgebiet Llevant. Von Manacor aus zweigen weitere Hauptstraßen ab:
  - Manacor-Portocristo (MA-4020) südöstlicher Teil Llevant
  - oder von Manacor in Richtung Sant Llorenç und dann:
  - Sant Llorenç-Artà-Capdepera (MA-15) nordöstlicher Teil Llevant
  - Sant Llorenç-Son Servera-Cala Millor (MA-4030 und MA-4026) Ostteil mit den größten Badestränden und Hotelanlagen des Llevant.

- Der Mittelfinger, die Straße Palma-Inca-Alcúdia, verbindet das Landwirtschaftsgebiet von Sa Pobla und die Nordostregion mit der Hauptstadt (MA-13).
- Folgt man dem Ringfinger als Wegweiser, kommt man nach Sóller (MA-11).
- Der kleine Finger deutet auf Valldemossa (MA-1110), wo er auf die MA-10 lenkt, die der Nordwestküste von Andratx bis Pollença folgt.

Neben diesen rund 1200 Kilometern sehr gut ausgebauter asphaltierter Hauptstraßen sind auch die zum Teil schmalen Querverbindungen mit einer Asphaltdecke versehen und im Allgemeinen gut befahrbar. Es gibt nur wenige so genannte weiße Straßen. Kein Ort der Insel ist weiter als vierzig Kilometer vom Meer entfernt.
Radwege
Zwischenzeitlich wurde das Radwegenetz erheblich ausgebaut. Ciclismo ist eine mallorquinische Leidenschaft. Für Radler eignen sich besonders die wenig befahrenen Straßen und Wege des Llevant in der Umgebung von Cala Millor, im Gemeindegebiet von Son Servera gelegen.

### Verkehrsmittel
Bus
Mallorca verfügt über ein dichtes Busnetz. Rund 65 Buslinien, die von verschiedenen Unternehmen betrieben werden, verbinden Palma mit fast allen Orten der Insel. Der Hauptknotenpunkt ist der Plaça d’Espanya im Zentrum von Palma. Dort befindet sich auch das Oficina de Informatión turistica.
Eisenbahn
Die Haupteisenbahnlinie Palma-Inca-Manacor verkehrt im Stundentakt.
- siehe: Ferrocarriles de Mallorca

Mietwagen
Autovermietungen findet man fast an jedem Ferienort. Es gibt etwa 55 Verleihfirmen mit rund 35.000 Mietwagen. Voraussetzung für die Anmietung ist: Alter 23 Jahre und/oder seit 2 Jahren im Besitz einer gültigen Fahrerlaubnis.
Schiff
Zwischen Cala Rajada und Ciutadella (Menorca) gibt es eine Fährverbindung. Sie wird von Cape balear betrieben. Die Überfahrt dauert ca. 55 min.

## Strände und Buchten des Llevant
Folgende Strände und Buchten liegen im Landschaftsgebiet des Llevant
Gemeinde Artà
- S’Arenal de sa Canova
- S’Estanoyl
- Cala Toró
- Caló d’es Parral
- Platja Colònia de Sant Pere
- Cala de s’Estret
- Cala des Camps
- Cala d’en Sureda
- Cala Mata
- Es Caló
- Cala Fosca
- S’Arenalet des Verger
- Sa Font Celada
- Cala des Matzoc
- Cala Dèntol
- Cala Estreta
- Cala Mitjana
- Cala Torta

Gemeinde Capdepera

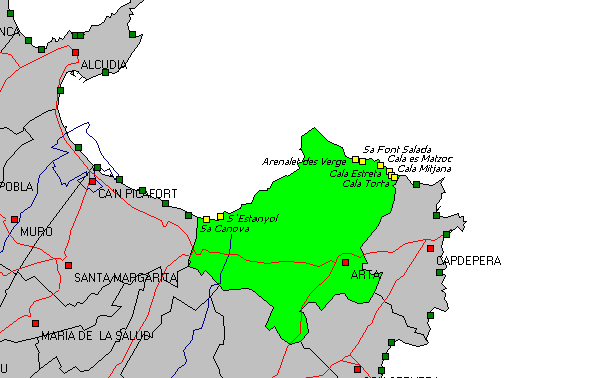
Strände und Buchten Artà

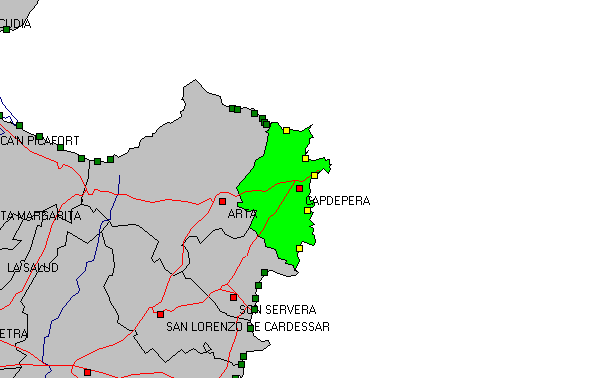
Strände und Buchten Capdepera

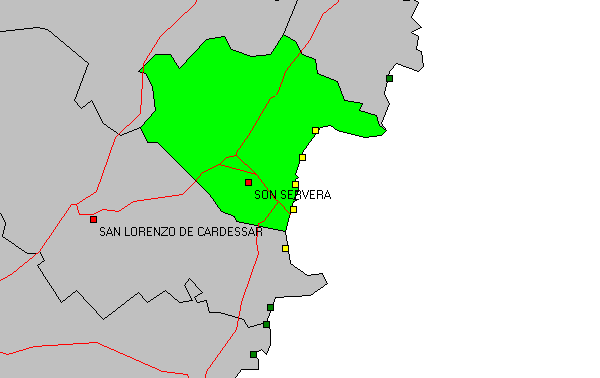
Strände und Buchten Son Servera

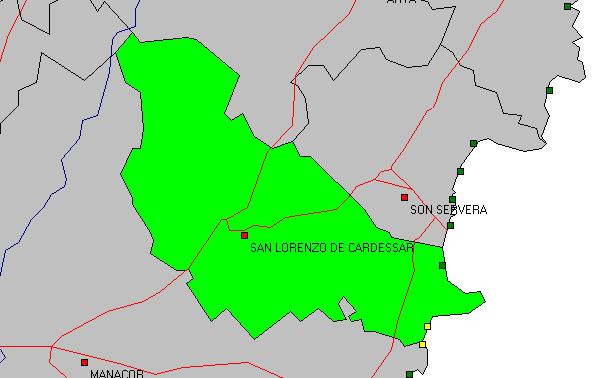
Strände und Buchten Sant Llorenç

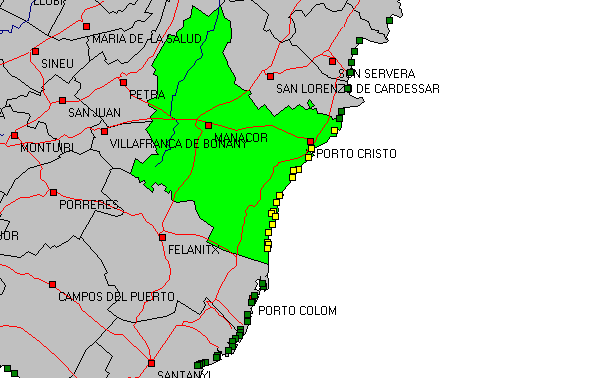
Strände und Buchten Manacor

- Cala Rajada mit den touristisch erschlossenen Buchten
- Cala Mesquida
- Cala Moltó
- Cala Agulla
- Cala Lliteres
- Cala Gat
- Cala Son Moll
- Cala Pedruscada
- Cala des Carregador
- Sa Font de sa Cala
- Platja de Canyamel
- Cala Albarxians (Cala Auberdans)
- Cala Rotja

Gemeinde Son Servera
- Caló des Torrent des Morts
- Es Ribell
- Platja de sa Marjal
- Port Vell
- Port Nou
- Port Roig / S'Estany
- Cala Bona
- Cala Millor (Arenal de Son Servera)

Gemeinde Sant Llorenç des Cardassar
- Cala Millor (Platja de Sant Llorenç)
- Son Moro (Platja de Sant Llorenç)
- Cala Nau
- Platja de sa Coma
- Cala Moreia (Sant Llorenç des Cardassar)

Gemeinde Manacor
- Cala Moreia (Manacor)
- Cala Mosca
- Cala Morlanda
- Caló d’en Rafalino
- Cala Petita
- Caló de sa Ferradura
- Cala Manacor (Platja Porto Cristo)
- Cala Murta
- Cala Magrana
- Cala Anguila
- Cala Mendia
- S’Estany d’en Mas
- Cala Falcó
- Cala Varques
- Cala Sequer
- Caló des Serral
- Cala Magraner
- Cala Pilota
- Cala Virgili
- Cala Bóta
- Caló des Soldat (Caló des Llamp)
- Cala Antena
- Cala sa Romeguera
- Es Domingos Grans
- Es Domingos Petits (Cala Tropicana)
- Cala Murada

## Sport
Im Gebiet des Llevant haben sich vielfältige sportliche Aktivitäten etabliert. Eigne öffentlichen Golfanlagen und Tennisplätze auf im Llevant. Daneben ist es möglich zu reiten, tauchen, wasserskifahren, segeln oder schießen.

## Agrarwirtschaft
Backwaren
Ensaïmades, die Hefeschnecke mit Prädikat, ist ein Produkt mit geschützter geografischer Angabe, das als das „leichteste, luftigste und köstlichste Feingebäck der Balearen-Insel Mallorca“ bezeichnet wird. Aufgrund ihrer einzigartigen Schneckenform unterscheidet sich die Ensaimada bereits optisch von allen anderen Gebäckarten. Es dürfen nur Rohstoffe, die auf Mallorca angebaut wurden, verwendet werden. Im Gebiet des Llevant befinden sich neun der zertifizierten Hersteller. Jedes Jahr werden die Qualitätszertifikate geprüft und neu vergeben.
Fleisch und Wurstwaren
Die Sobrassada ist eine Wurstspezialität, ebenfalls mit geschützter geografischer Angabe, ein Produkt der Balearen-Insel Mallorca, das aus rohem, sorgfältig ausgewählten und an der Luft getrockneten Schweinehackfleisch hergestellt wird, welches von der Insel stammen muss. Auch hierbei gelten die gleichen Qualitätsvorgaben wie bei den Backwaren.
Acht der Hersteller befinden sich im Landschaftsgebiet des Llevant.
Getränkeherstellung
Im Llevant befindet sich einer der größten Likörhersteller der Insel Mallorca, die Firma Moya in Artà, an der Straße nach Can Picafort. Die bekanntesten Liköre, die Moya herstellt sind:
- Palo
- Hierbas

Gemüse, Obst, Früchte
Der Meerfenchel. Was auf den ersten Blick wie unscheinbares Gras aussieht und in Mallorqui Fonoll mari genannt wird, ist noch immer eine aromatische Beilage zur mallorquinischen Küche. Der Strandfenchel wächst an der Küste des Llevant, im Bereich der Spritzwasserzone.
Crithmum maritimum, eine gelb blühendes Staude aus der Familie der Doldenblütler ähnelt wildem Fenchel, daher kommt auch der Name Meerfenchel. Das Kraut hat lederartige, ein- bis zweifach gefiederte, blaugrüne, fleischige Blätter, die bis zu sieben Zentimeter lang werden können. Frauen gehen mit Körben an den felsigen Stränden entlang und zupfen dieses Kraut ab. Anschließend werden die Blätter durch Einlegen für viele Monate haltbar gemacht, damit sie auf den Schiffen im Proviant der Seeleute mitgeführt werden können. Aufgrund des hohen Vitamin-C-Gehalts und der vorbeugenden Wirkung gegen Skorbut war und ist es noch heute ein Bestandteil jeden Seesackes und bereist die Weiten der Weltmeere.
Siehe auch: Pa amb oli
Weinbau
Die Insel Mallorca ist ein Gebiet mit einer langen Weinbautradition, bereits die Römer haben den Wein kultiviert.
Nach der Anerkennung dieses Gebiets 1993 als Weinbaugebiet (Pla i Llevant) wurde die Geschäftstätigkeit auf diesem Sektor in der gesamten Gegend beträchtlich ausgebaut (Anpflanzung neuer Rebstöcke, Einführung neuer Rebsorten, Verbesserung der Anbautechniken etc.) und gleichzeitig stieg auch die Anzahl der Weinkellereien. Bei den bereits bestehenden Betrieben wurden zudem bedeutende Investitionen in neue Technologien vorgenommen, was zu einer Produktionssteigerung und insbesondere einer Verbesserung der Qualität der hier erzeugten Weine führte.
- Anbaugebiet

Das Anbaugebiet umfasst die Landstriche in den Gemeinden Artà, Capdepera und Sant Llorenç. Im Gebiet von Son Servera wird kein Weinbau betrieben.
Die Anbaugebiete haben Ursprungsschutz, dies wurde vom Ministerium für Agrarwirtschaft und Fischerei am 20. März 2001 ratifiziert.
- Sorten

Es gibt rote, Rosé-, Weiß- und Schaumweine sowie Perlweine und Likörweine mit Ursprungsbezeichnungen von anerkannter Qualität. Die Rotweine werden aus folgenden roten Traubensorten gewonnen: Callet, Fogoneu, Tempranillo, Manto Negro, Monastrell, Cabernet Sauvignon, Merlot und Syrah. Weißweine werden aus den Sorten Chardonnay, Moll, Macabeo, Parellada und Moscatel erzeugt.
- Bodenbeschaffenheit

Der Grund besteht aus kalkhaltigem Gestein (Mergel und Dolomit), wodurch sich ein kalk- und tonhaltiger Boden mit einem leicht alkalischen pH-Wert gebildet hat und die Erde Tönungen aufweist, die von der Rotskala bis fast ins Weiße reichen.
Diese Eigenschaften des Bodens führen zu einer guten Drainage, was auch wegen der nur geringfügig vorhandenen, organischen Materie zu einer schnellen Durchwurzelung des Bodens führt, wodurch der Weinbau unter sehr guten Bedingungen durchgeführt werden kann.
In den Bestimmungen zur Ursprungsbezeichnung Llevant wurden die folgenden Rebsorten festgeschrieben, mit denen die Weine mit Ursprungsbezeichnung hergestellt werden dürfen:
Rotweine: Manto Negro, Callet, Fogoneu, Tempranillo, Monastrell, Cabernet Sauvignon, Merlot und Syrah
Weißweine: Prensal Blanco, Parellada, Macabeo, Moscatel und Chardonnay
Für den Weinbau wird die traditionelle Anbaupraxis verwendet, was insgesamt dazu führt, dass Trauben von größerer Qualität erzielt werden. Die Pflanzdichte wurde auf 2500 bis 5000 Weinstöcke je Hektar beschränkt.
Die Ausbildung und Führung der Weinstöcke erfolgt nach dem so genannten „Vasosystem“ beziehungsweise am Spalier.
- Merkmale der Weine

Hier sind besonders die Weißweine der Rebsorte Chardonnay mit ihren sehr ausgeprägten Aromen nach tropischen Früchten zu erwähnen, die auch einen milchig-vanilleartigen Geschmack annehmen können, wenn sie in Holzfässern vergoren wurden. Die trockenen Muskatellerweine liefern eine Reihe blumiger Aromen, während die frischen, jungen Weine aus den Sorten Prensal Blanco, Macabeo und Parellada eher an säuerliche Früchte erinnern. Werden die Weine untereinander verschnitten, ergeben sich komplexe, aromatische Verbindungen, die den Gaumen angenehm erfrischen.
Bei den Rotweinen werden aufgrund der verschiedenen Rebsorten, die hier verwendet werden, sehr interessante Geschmacksvariationen erzielt, die sich durch ihre intensive Farbe und vielschichtigen Fruchtaromen auszeichnen. Das enthaltene Tannin ist sanft am Gaumen und von ausgewogener Säure und vermittelt insgesamt einen Eindruck von Frische.
- Benotung der Jahrgänge

Produktionsdaten 2003: 9 Weingüter, 9.983 Hektoliter Weinproduktion
Jahrgang 1998 Ausgezeichnet
Jahrgang 1999 Sehr gut
Jahrgang 2000 Ausgezeichnet
Jahrgang 2001 Sehr gut
Jahrgang 2002 Gut
Jahrgang 2003 (Benotung noch offen)

## Industrie und Handwerk
Handwerk und Industrie erwirtschaften rund 24 Prozent des mallorquinischen Bruttosozialproduktes. Großindustrie gibt es im Llevant mit Ausnahme der Kieswerke, der Perlenproduktion und Betonsteinfabrik Manacor und Son Servera nicht. Die meisten Produktionsstätten gehören zur Kleinindustrie oder sind Handwerksbetriebe, die sich in der Regel an einem Ort konzentrieren.

### Korbflechter
Die Korbflechterei ist eines der ältesten Kunsthandwerke, älter noch als die Töpferei. So hat man in archäologischen Fundstätten Reste von geflochtenen und gewobenen Pflanzenfasern gefunden. Bis heute hat sich diese Tradition in der Region Llevant bei Artà gehalten.

### Möbel
Möbelherstellung im Schatten de Minaretts: Im Gebiet des Llevant ist Manacor die bedeutendste Stadt in Sachen Möbelfabrikation. Nirgendwo anders auf der Insel gibt es neben der Herstellung auch so viele Möbelgeschäfte wie in diesem Teil, mit einem Angebot von neuen Designer- und Massenmöbeln bis hin zu handgefertigten Einzelstücken. Neben den einheimischen Produkten sind inzwischen auch einige ausländische Möbelhersteller durch Verkaufsfilialen vertreten.

### Perlen
1902 wurde die erste Perlenmanufaktur in Manacor von dem deutschen Unternehmer Friedrich Hugo Heusch aus der rheinischen Unternehmerfamilie Hoesch/Heusch errichtet. Aus einem Perlmutt-ähnlichen Brei werden dort die bekannten Kunstperlen von Mallorca produziert. Majòricas beschäftigte rund tausend Mitarbeiter. Derzeit werden Imitationsperlen nur noch von den Firmen Perlas Majórica in Manacor und Perlas Orquídea in Montuïri auf Mallorca hergestellt. Beide Unternehmen haben in Manacor, direkt am Ortseingang aus Richtung Palma, Ausstellungs- und Präsentationsräume.

## Gastronomie
Rund 600 Rezepte stehen für eine große Vielfalt der mallorquinischen Küche. Sie alle basieren auf den diversen Rohstoffen, die auf den Feldern geerntet oder im Meer gefischt werden.
Beim nativen Olivenöl, dem Aceite de oliva virgen, bürgt die geschützte Herkunftsbezeichnung Oli de Mallorca für die Qualität. Eine weitere unabdingbare Grundzutat ist das Schweinefleisch, vor allem die Herstellung der berühmten Sobrassada.
Siehe auch: Mallorcas Küche

## Tourismus
Die Mehrzahl der Touristen stammt aus Deutschland und Großbritannien. Geradezu ein Symbol für den deutschen Massentourismus sind die Küstenorte Cala Rajada und Cala Millor. Haupteinkommensquelle des Llevant ist mit 75 Prozent der Dienstleistungsbereich Tourismus, gefolgt von der Bauindustrie mit rund 8 Prozent. Die landwirtschaftlichen Nutzflächen tragen nur 3,5 Prozent zum Bruttosozialprodukt bei, stellen aber rund 11 Prozent der Arbeitsplätze.
Fomento del Turismo de Mallorca (Tourismusförderung auf Mallorca) wurde 1905 als älteste Institution dieser Art in ganz Spanien gegründet, mit dem Ziel, Touristen zu helfen und die spätere Haupteinnahmequelle der Insel zu fördern.
Das Ende des Zweiten Weltkrieges in Europa machte den Weg frei für das Phänomen Tourismus auf der ganzen Welt und vor allem auf Mallorca. Etwa in dieser Zeit war die Öffentlichkeitsarbeit des Formento sehr wichtig, aus der die Werbekampagne „Hochzeitsreise nach Mallorca“ hervorstach. In den 1960er und 1970er Jahren wurde sehr viel audiovisuelle Darstellung durch Werbefilme, Verbreitung des Miró-Gemäldes Sol de Mallorca und die Organisation des internationalen Festivals „Musical Mallorca“ betrieben.
In der letzten Zeit hat das Tourismusbüro ehrgeizige Projekte durchgeführt, etwa das Programm „Un inverno en Mallorca“ (Ein Winter auf Mallorca) und die Restauration der alten Windmühlen im Llevant, gefolgt von zahlreichen Umweltschutz-Projekten.

## Medien

### Zeitungen
In den Urlaubsregionen sind alle großen deutschen und europäischen Zeitungen, Magazine und Illustrierten vertreten. Auf Mallorca erscheinen zudem zwei deutschsprachige Wochenzeitungen, seit rund 20 Jahren das „Mallorca Magazin“, das in Palma entsteht, und die „Mallorca-Zeitung“. Des Weiteren erscheinen vier Tageszeitungen in kastilischer Sprache (Gesamtauflage etwa 150.000) sowie 50 Regionalblätter in Mallorquin, deren Einzelauflagen zwischen 50 und 5000 schwanken. Das älteste Regionalblatt „Sóller“ existiert seit mehr als 100 Jahren.

### Radio und TV-Stationen
Folgende Radiostationen können in der Zone Llevant mit terrestrischer Übertragung empfangen werden.
- Ultima Hora Radio 98.8 FM (Català, Español)
- 95,8 FM, Mallorca Das Inselradio (Deutsch)
- 101.0 FM, Radio Balear (Español)
- 105.5 FM Cope Baleares (Español)

Jede Gemeinde im Llevant verfügt über einen eigenen TV-Sender der zeitlich beschränkt Informationen seiner Gemeinde, Liveübertragungen und Werbung in terrestrischer Übertragung ausstrahlt. (Mallorqui)
- TVE a Balears (Català, Español) Kanal 5 24 Stunden Überregional

Kabelfernsehen ist im Gebiet des Llevant noch nicht vorhanden.

## Sehenswürdigkeiten
- Die vorgeschichtliche Siedlung Hospitalet Vell an der Landstraße Manacor-Cales de Mallorca, (1800–1500 v. Chr.) eine Talayotsiedlung. Besonders bemerkenswert ist der Talayot, eine Art Turm mit quadratischem Grundriss, von dem die mittelländische Säule und die Bedachung aus großen Steinplatten sowie eine rechteckige Einfriedung erhalten sind.

- Die Talayot-Siedlung Ses Païsses in Artà

- Die frühchristliche Kirche Son Peretó an der Landstraße Palma-Artà, gegen Ende des 5. Jahrhunderts gebaut. Sie besteht aus einer Taufkirche mit zwei Taufbecken und der Kapelle.

- Der Turm Torre dels Enagistes an der Landstraße Ctra. Manacor-Cales de Mallorca, Schutzbau und Herrenhaus aus dem 14. Jahrhundert (anschließend an die katalanische Eroberung 1229). Heute ist das Gebäude Sitz des Museums von Manacor mit einer Ausstellung der Archäologie und Völkerkunde Manacors. Die bemerkenswertesten Ausstellungsstücke sind das Grabmosaik der Balèria, eines der Mosaiken der frühchristlichen Kirche Son Peretó und die Miniaturmöbel. In der ersten Etage sind Graffiti vom 15. bis 18. Jahrhundert zu sehen.

- Windmühle Molí en Polit an der Straße en Modest Codina in Manacor. Es handelt sich dabei um eine Windmühle aus dem 19. Jahrhundert.

- Perlenfabrik Majòrica (siehe auch Kunstperlen-Majòricas)

- Coves del Drac (Tropfsteinhöhlen) Porto Cristo. Der Martelsee, einer der größten unterirdischen Seen der Welt, wo täglich Konzerte klassischer Musik dargeboten werden.

- Kirche Nostra Senyora dels Dolors am Platz Rector Rubí in Manacor. Die Pfarrkirche wurde gegen Ende des 19. Jahrhunderts im gotischen Historizismusstil gebaut. Sie steht an der gleichen Stelle, wo früher andere Kirchen waren. Die älteste wurde schon 1232 dokumentarisch belegt und war wahrscheinlich über einer arabischen Moschee errichtet worden (Fund einer arabischen Grabinschrift, die sich heute im Museu Diocesà in Palma befindet). An dem neuen Gebäude sind sowohl Bauelemente als auch Kunstgegenstände, die von lokalen Künstlern stammen, erhalten. Der Glockenturm ist unter dem Namen Torre Rubí bekannt, zur Erinnerung an den Baumeister der Kirche. Er ist an die Apsis angebaut, wo die vorherige Kirche das Hauptportal hatte. Es ist das höchste Gebäude der Stadt, ein neogotisches Werk des Architekten G. Bennassar Moner.

- Torre de Canyamel an der Straße von Capdepera nach Son Servera. (Im Gebäude neben dem Torre befindet sich ein Restaurant, in dem ausschließlich lechona (deutsch: Spanferkel) am Spieß serviert werden.)

- Wallfahrtskirche Sant Salvador (1832), umgeben von den dominanten Festungsmauern, auf dem Gipfel der Stadt Artà im Zentrum gelegen.